# José Joaquín Caudet Gómez
José Joaquín Caudet Gómez, (Benavites, 12 novembre 1976) conegut com a Ximet de Benavites, és un ex-jugador professional d'escala i corda en la posició de mitger. Juga la XI Lliga professional al 2001, fent trio amb Mezquita i Oñate, i un any després patiria una lesió al muscle que el portaria a la seua retirada prematura.
Va començar a jugar a pilota en l'edat de 5 anys, en 12 anys jugava a galotxa en l'equip de juvenils de Benavites, en 13 anys comença a entrenar en el trinquet de Sagunt sota la direcció de Miguel Royo, eixe mateix any fou seleccionat per les Escoles Federatives, dos anys després debutà de juvenil en el trinquet de Museros, seguidament va debutar al Trinquet de Pelayo (València), als 21 anys va jugar la seua primera partida de professional al trinquet de Bétera formant parella amb Victor contra Alvaro i Tino, en 2001/2002 va jugar la lliga professional Circuit Bancaixa, era un jugador que és caracteritzava per tindre una gran potència de volea, al 2003 va deixar prematurament la seua carrera esportiva per una greu lesió al muscle.

## Palmarès
- Galotxa:
  - Campió juvenil trofeu el Corte Inglés 1991

- Escala i corda:
  - Campió juvenil d'escala i corda: Trofeu Alberic 1993
  - Subcampió IX Trofeu festes trinquet Museros 1994
  - Campió de la Lliga Caixa Popular: 1998
  - Subcampió trofeu festes de la Misericòrdia: Trinquet Borriana 1999
  - Subcampió Trofeu Xiquet de Quart: Trinquet de Sagunt 2000